# Northiella
Northiella Mathews, 1912 è un genere di uccelli della famiglia degli Psittaculidi.

## Tassonomia
Comprende due specie:
- Northiella haematogaster (Gould, 1838)
- Northiella narethae (H.L.White, 1921)